# Lista siturilor arheologice din județul Maramureș - A
Lista siturilor arheologice din județul Maramureș - A conține toate siturile arheologice din județul Maramureș înscrise în Repertoriul Arheologic Național (RAN) și aflate în localități al căror nume începe cu litera A. RAN este administrat de Ministerul Culturii și Patrimoniului Național și cuprinde date științifice, cartografice, topografice, imagini și planuri, precum și orice alte informații privitoare la zonele cu potențial arheologic, studiate sau nu, încă existente sau dispărute.
Puteți căuta un sit din localitățile care încep cu litera A folosind formularul de mai jos sau puteți naviga prin toate siturile din județ la Lista siturilor arheologice din județul Maramureș.
| Cod RAN                                   | Denumire | Localitate                              | Adresă           | Datare            | Descoperit            | Coordonate | Imagine           | Erori            |
| ----------------------------------------- | --- | --------------------------------------- | ---------------- | ----------------- | --------------------- | ---------- | ----------------- | ---------------- |
| 107010.01.01 (Cod LMI: MM-I-s-B-04365)    | Situl arheologic de la Ardusat - "Sub pădure" / ansamblu anonim (Categorie: locuire civilă) (Tip: Așezare)                                 | sat Ardusat, comuna Ardusat             | Sub pădure       | Suciu de Sus      |                       |            | Încărcați imagine | Raportați eroare |
| 107010.01.02 (Cod LMI: MM-I-s-B-04365)    | Situl arheologic de la Ardusat - "Sub pădure" / ansamblu anonim (Categorie: locuire civilă) (Tip: Așezare)                                 | sat Ardusat, comuna Ardusat             | Sub pădure       | sec. II - IV      |                       |            | Încărcați imagine | Raportați eroare |
| 107010.01.03 (Cod LMI: MM-I-m-B-04365.02) | Situl arheologic de la Ardusat - "Sub pădure" / ansamblu anonim (Categorie: locuire civilă) (Tip: Așezare)                                 | sat Ardusat, comuna Ardusat             | Sub pădure       | Suciu de Sus - II |                       |            | Încărcați imagine | Raportați eroare |
| 107056.01.01 (Cod LMI: MM-I-s-B-04366)    | Situl arheologic de la Ariniș - "Sub ogrăzi" / ansamblu anonim (Categorie: locuire civilă) (Tip: Așezare)                                  | sat Ariniș, comuna Ariniș               | Sub ogrăzi       | Suciu de Sus - II |                       |            | Încărcați imagine | Raportați eroare |
| 107056.01.02 (Cod LMI: MM-I-s-B-04366)    | Situl arheologic de la Ariniș - "Sub ogrăzi" / ansamblu anonim (Categorie: locuire civilă) (Tip: Așezare)                                  | sat Ariniș, comuna Ariniș               | Sub ogrăzi       |                   |                       |            | Încărcați imagine | Raportați eroare |
| 107056.01.03 (Cod LMI: MM-I-s-B-04366)    | Situl arheologic de la Ariniș - "Sub ogrăzi" / ansamblu anonim (Categorie: locuire civilă) (Tip: Așezare)                                  | sat Ariniș, comuna Ariniș               | Sub ogrăzi       |                   |                       |            | Încărcați imagine | Raportați eroare |
| 107056.02.01                              | Așezarea Suciu de Sus de la Ariniș - "Mocira" / ansamblu anonim (Categorie: locuire) (Tip: Așezare)                                        | sat Ariniș, comuna Ariniș               | Mocira           | Suciu de Sus - II |                       |            | Încărcați imagine | Raportați eroare |
| 107056.03.01                              | Situl arheologic de la Ariniș - Dealul Baronului / ansamblu anonim (Categorie: locuire) (Tip: Așezare)                                     | sat Ariniș, comuna Ariniș               | Dealul Baronului | sec. VIII - VII   |                       |            | Încărcați imagine | Raportați eroare |
| 107056.03.02                              | Situl arheologic de la Ariniș - Dealul Baronului / ansamblu anonim (Categorie: locuire) (Tip: Așezare)                                     | sat Ariniș, comuna Ariniș               | Dealul Baronului | Suciu de Sus      |                       |            | Încărcați imagine | Raportați eroare |
| 107109.01.01                              | Situl arheologic de la Asuaju de Jos / ansamblu anonim (Categorie: locuire) (Tip: Așezare)                                                 | sat Asuaju de Jos, comuna Asuaju de Sus |                  |                   |                       |            | Încărcați imagine | Raportați eroare |
| 107109.01.02                              | Situl arheologic de la Asuaju de Jos / ansamblu anonim (Categorie: locuire) (Tip: Așezare)                                                 | sat Asuaju de Jos, comuna Asuaju de Sus |                  |                   |                       |            | Încărcați imagine | Raportați eroare |
| 107109.02.01                              | Fortificația de epocă necunoscută de la Asuaju de Jos - Cetățeaua / ansamblu anonim (Categorie: construcție defensivă) (Tip: fortificație) | sat Asuaju de Jos, comuna Asuaju de Sus | Cetățeaua        |                   |                       |            | Încărcați imagine | Raportați eroare |
| 107109.03.01                              | Așezarea medievală de la Asuaju de Jos - Borjug / ansamblu anonim (Categorie: locuire) (Tip: Așezare)                                      | sat Asuaju de Jos, comuna Asuaju de Sus | Borjug           |                   |                       |            | Încărcați imagine | Raportați eroare |
| 109283.03.01                              | Așezarea paleolitică de la Arduzel - Hurubai / ansamblu anonim (Categorie: locuire) (Tip: Așezare)                                         | sat Arduzel, oraș Ulmeni                | Hurubai          |                   | I. Stanciu 22.07.1986 |            | Încărcați imagine | Raportați eroare |